# الألعاب الأولمبية الصيفية للصم 2009
الألعاب الأولمبية الصيفية للصم 2009 (بالصينية: 2009年夏季聽障奧林匹克運動會؛ بينيين: 2009 Nián Xiàjì tīngzhàng àolínpǐkè yùndònghuì)، المعروف رسمياً باسم ديفلمبياد الصيف الحادي والعشرون، كانت حدثاً رياضياً دولياً متعدد الرياضات أُقيم في تايبيه، تايوان (جمهورية الصين) من من 5 إلى 15 سبتمبر 2009. وهي دورة الألعاب الأوليمبية الصيفية الثالثة للصم التي تقام في منطقة آسيا والمحيط الهادئ. وضمت الجودو والكاراتيه والتايكوندو كتخصصات صيفية جديدة في برنامج المنافسات الرياضية لدورة الألعاب الأوليمبية للصم.
كان من المقرر في الأصل إقامة دورة الألعاب الأولمبية الصيفية للصم الحادية والعشرون في الفترة من 9 إلى 21 أكتوبر 2008 في بكين، ولكن تقرر سحبها وإقامتها في 2009 بسبب جدول الألعاب الأولمبية الصيفية 2008.

## تقديم العطاءات

### الاختيار الأول
| المدينة | الدولة  | الجولة | الجولة |
| المدينة | الدولة  | 1      | 2      |
| ------- | ------- | ------ | ------ |
| بكين    | الصين   | 44     | 56     |
| تورونتو | كندا    | 20     | 22     |
| باريس   | فرنسا   | 15     | 18     |
| إسطنبول | تركيا   | 17     | 9      |
| أوساكا  | اليابان | 6      | —      |

### الاختيار الثاني
أعرب اتحاد تايبيه الصينية لرياضة الصم عن نيته التقدم بطلب استضافة دورة الألعاب الأولمبية الصيفية للصم 2009 بعد مشاركته في الألعاب الأولمبية الصيفية للصم 2001 في روما. كما تقدمت أثينا، اليونان، المدينة المضيفة للألعاب الأولمبية الصيفية 2004 والألعاب البارالمبية الصيفية 2004، بطلب استضافة الدورة.
وصل رئيس اللجنة الدولية لرياضة الصم جون لوفيت إلى تايبيه في 24 نوفمبر 2002، وزار جميع الملاعب والمرافق الموصى بها خلال إقامته التي استمرت أسبوعاً واحداً. قدم اتحاد تايبيه الصينية لرياضة الصم عروض وسائط متعددة للسيد لوفيت واتخذ الترتيبات اللازمة للقاء الرئيس تشن شوي بيان ورئيس اللجنة الأولمبية في تايبيه الصينية هوانغ تا تشو ومسؤولين آخرين.
اُختيرت تايبيه لاستضافة الألعاب الأوليمبية الصيفية الحادية والعشرين في تصويت عقد في الدورة الثامنة والثلاثين للجنة الدولية للصم، متقدمة على أثينا، اليونان. فيما يلي عدد الأصوات التي جمعت في 28 فبراير 2003، في سوندسفال، السويد:
| المدينة | اللجنة الأولمبية الوطنية         | الجولة 1      |
| تايبيه  | اتحاد تايبيه الصينية لرياضة الصم | 52 (محل بكين) |
| أثينا   | الاتحاد الهيليني لرياضة الصم     | 32            |

## التحضير
بدأت الاستعدادات للألعاب في 2005، بميزانية إجمالية تقدر بنحو 4.6 مليار دولار تايواني للبنية التحتية المطلوبة. بلغت تكلفة بناء ملعب تايبيه وحده حوالي 3 مليار دولار تايواني. وفر التمويل حكومة مدينة تايبيه ومجلس الشؤون الرياضية. انتهى بناء الملعب الرئيسي، ملعب تايبيه، في 15 يونيو 2009، واعتمده الاتحاد الدولي لألعاب القوى كمرفق لألعاب القوى من الدرجة الأولى. أقيمت نهائيات كرة القدم أيضاً في ملعب تايبيه، بالإضافة إلى مراسم الافتتاح والختام وألعاب القوى.

### المتطوعون
احتاجت الدورة إلى ما يقرب من 3,000 متطوعاً بناءً على نسبة 2:1 من الرياضيين إلى المتطوعين وفقاً لتقديرات اللجنة المنظمة. قُسم المتطوعين إلى 3 فئات: متطوعون عاديون ومتطوعون بلغة أجنبية ومتطوعون بلغة الإشارة، وتحتم على الجميع قبول 120 ساعة تدريب، بما في ذلك التدريبات الأساسية والتدريبات الخاصة بالعمل والتدريبات بلغة الإشارة. تلقت دورة الألعاب الأوليمبية للصم في تايبيه أكثر من 8000 طلب تطوع.

### شهر الفنون خلال الألعاب الأوليمبية للصم
حددت اللجنة المنظمة شهر أغسطس 2009 باعتباره «شهر الفنون للألعاب الأوليمبية للصم في تايبيه»، حيث جرى دعوة فنانين ومجموعات فنية مشهورة لتقديم عروض في صالة تايبيه المغطاة، مثل إيه-مي وبلو مان جروب وديناميك يونان ومينغوايوان. كما أقيم «معرض تايبيه الدولي لثقافة الصم»، مع سلسلة من المعارض والأنشطة لتعزيز فهم ثقافة الصم.

## التسويق

### الشعار
جاء الشعار من شكل الحرف الصيني للشمال (بالصينية: 北؛ بينيين: běi؛ ويد-جيلز: pei3)، ويمثل المدينة المضيفة تايبيه (بالصينية: 臺北؛ بينيين: Táiběi؛ ويد-جيلز: Tʻai²-pei³)، مع أُذن تمثل الألعاب الأولمبية للصم، وشخصية كجسم رئيسي تمثل الرياضيين. يستخدم التصميم مخطط الألوان الأزرق والأبيض والأحمر للعلم الوطني وخطوط خطية بسيطة متدفقة، مما يستحضر «صورة الرجل الراكض». وهو يرمز إلى الروح الشجاعة للرياضيين وهم يتفوقون ويواجهون التحديات بالإضافة إلى حيوية تايوان.

### الشعار الرئيسي
شعار دورة الألعاب الأوليمبية الصيفية للصم لعام 2009 هو «القوة داخلي!». والنسخة الصينية من الشعار هي «無聲的力量» (حرفياً، «قوة الصمت»).

### التمائم
اُختيرت تميمة الألعاب من بين ضفدعين، ذكر وأنثى، من نوع ضفادع الأشجار الخضراء في تايبيه. كانت أذرع الضفدعين مفتوحة على مصراعيها، في وضعية ترحيبية تشبه الحرف الصيني «北»، الذي يمثل مدينة تايبيه المضيفة.
أقامت اللجنة المنظمة مسابقة لتسمية الضفدعين. واُختير اسمين لهما؛ «السلام» لتميمة الضفدع الذكر و«الحب» لتميمة الضفدع الأنثى.

### الأغنية الافتتاحية
كانت الأغنية الافتتاحية هي «أحلام مسموعة» (بالصينية: 聽得見的夢想)، وغنتها إيه-مي [الإنجليزية].

### الرعاة
| رعاة الألعاب الأوليمبية الصيفية للصم 2009 |
| --- |
| الشركاء الرسميون - متلايف - اتصالات تشونغهوا - مجموعة دلتا - جاينت بيسكليز - بي إكس مارت - كويكر أوتس - لوكسجين - 7-إلفن - الخطوط الجوية الصينية - سامسونج - فورموزا                   |
| الشركاء - نايكي - الروتاري الدولي - قناة فينيكس |
| الرعاة الرسميون - فيكتور - سيكوم - كوكا كولا |
| الرعاة من الشركات - ستاربكس - مركز التجارة العالمي في تايبيه - بيرة تايوان - متاجر باسيفيك سوجو - شابو شابو هاوس - نوليف - مخبز تشياتيه - ثري إم - وينتيك - تاكسي تايوان - تايوان باور |
| الرعاة - إمبورتك - 360 ديجيتال ميديا - ماثيو بيكس آرتس - ريتش جيد - هيما فيستا - ليفينغ مول                                                                                            |

## الرياضات
أقيمت الألعاب الرياضية المتنوعة التي أقيمت خلال الألعاب الأوليمبية الصيفية للصم 2009 في 20 تخصصاً، بما في ذلك 15 رياضة فردية و5 رياضات جماعية:

### الرياضات الفردية
| - ألعاب قوى () - كرة ريشة () - بولينج () - ركوب الدراجات |  | - جودو () (10) - كاراتيه () (5) - الملاحة (رياضة) () - الرماية - سباحة () |  | - كرة الطاولة () - تايكوندو () (7) - كرة المضرب () - مصارعة () (7) - مصارعة () (7) |  |

### الرياضات الجماعية
- كرة السلة  (تفاصيل)  (2)
- الكرة الطائرة (الشاطئية) (2)
- كرة القدم  (تفاصيل)  (2)
- كرة اليد  (تفاصيل)  (1)
- الكرة الطائرة (2)
- كرة الماء  (تفاصيل)  (1)

## الملاعب
أقيمت الألعاب في 22 ملعباً، معظمها يقع في مدينة تايبيه ومقاطعة تايبيه (تايبيه الجديدة حالياً). أقيمت بعض المنافسات في مقاطعة تاويون ومقاطعة هسينشو، وهي السباحة وكرة الماء في ساحة السباحة بمقاطعة هسينشو، والرماية في ميدان رماية غونغشي بمقاطعة تاويوان، والتنس (في ملعب احتياطي للمطر) في حرم جامعة تايوان الوطنية للرياضة في تاويون.
- مراسم الافتتاح والختام: ملعب تايبيه
- ألعاب القوى: ملعب تايبيه، ومدرسة تشونغ تشنغ الثانوية (ملعب احتياطي)، ومدرسة يانجمينغ الثانوية (ملعب احتياطي)
- الماراثون: طريق الساحل الشمالي
- الريشة الطائرة: صالة تايبيه الرياضية
- كرة السلة: صالة تايبيه الرياضية
- الكرة الطائرة الشاطئية: خليج باسيفيك جرين
- البولينغ: مركز شينكيوفو للبولينغ
- ركوب الدراجات (على الطرق): طريق الساحل الشمالي (سباق الطرق)، ساحة قاعة مدينة تايبيه (سباق النقاط، سباق ضد الزمن)
- كرة القدم: ملعب تايبيه (النهائي)، حديقة ينجفينج ريفرسايد الرياضية (الدور التمهيدي)
- كرة اليد: مدرسة تشنغج الثانوية
- الجودو: كلية شرطة تايوان
- الكاراتيه: مركز نانغانغ الرياضي
- السباق الموجه: متنزه يانغمينغشان الوطني
- الرماية: ميدان الرماية جونجشي
- السباحة: ساحة السباحة في مقاطعة هسينشو
- كرة الطاولة: صالة تايبيه
- التايكوندو: جامعة تايبيه الوطنية للتعليم
- التنس: رينبو ريفرسايد سبورت الحديقة، جامعة تايوان الوطنية للرياضة (مكان احتياطي في حالة هطول الأمطار)
- الكرة الطائرة: جامعة تايوان الوطنية، ملعب شينتشوانغ
- كرة الماء: ساحة السباحة في مقاطعة هسينشو
- المصارعة الحرة: جامعة الثقافة الصينية
- المصارعة اليونانية الرومانية: جامعة الثقافة الصينية

## الاتحادات الرياضات للصم المشاركة
شارك 80 اتحاداً رياضياً للصم مسجلين في اللجنة الدولية لرياضة الصم:
| - الأرجنتين (57) - أرمينيا (5) - أستراليا (34) - النمسا (25) - أذربيجان (4) - بيلاروس (46) - بلجيكا (11) - بليز (5) - بوليفيا (2) - البرازيل (17) - بلغاريا (23) - كندا (25) - تشيلي (2) - الصين (100) - كولومبيا (21) - كرواتيا (36) - كوبا (3) - قبرص (8) - جمهورية التشيك (19) - الدنمارك (61) |  | - إستونيا (25) - فيجي (18) - فنلندا (23) - فرنسا (64) - ألمانيا (184) - غانا (48) - اليونان (70) - هونغ كونغ (47) - المجر (26) - الهند (29) - إندونيسيا (17) - إيران (68) - جمهورية أيرلندا (47) - إسرائيل (23) - إيطاليا (85) - اليابان (226) - كازاخستان (63) - كينيا (35) - كوريا الجنوبية (86) - قرغيزستان (15) |  | - لاتفيا (5) - ليتوانيا (54) - ماكاو (3) - مقدونيا (6) - ماليزيا (7) - مالطا (3) - المكسيك (5) - مولدوفا (2) - منغوليا (19) - هولندا (19) - نيوزيلندا (8) - نيجيريا (51) - النرويج (9) - باكستان (13) - بيرو (2) - الفلبين (7) - بولندا (50) - البرتغال (22) - بورتوريكو (3) - روسيا (284) |  | - السعودية (13) - صربيا (15) - غينيا بيساو (3) - سنغافورة (10) - سلوفاكيا (10) - سلوفينيا (19) - جنوب إفريقيا (41) - إسبانيا (47) - السويد (43) - سويسرا (20) - تايبيه الصينية (173) (المضيف) - تايلاند (45) - تركيا (111) - أوكرانيا (179) - الإمارات العربية المتحدة (12) - المملكة المتحدة (92) - الولايات المتحدة (167) - أوزبكستان (18) - فنزويلا (54) - اليمن (7) |  |

## حفل الافتتاح
عينت اللجنة المنظمة لدورة الألعاب الأوليمبية الصيفية الحادية والعشرين للصم الكاتب والمخرج المسرحي التايواني الشهير د. ستان لاي كمدير فني للألعاب، ولتنظيم مراسم الافتتاح والختام.
ذكر ستان لاي، المدير العام للحفل، أن افتتاح دورة الألعاب الأوليمبية للصم كان «حدثاً لا يُنسى سيستحضر جمال القلب البشري ويصل إلى مجتمع الصم». وقد قُسم إلى 12 فصلاً، بما في ذلك عرض بعنوان «الحلم المستحيل» للعارضة التايوانية الشهيرة باتينا لين. طفت لين، المغطاة بالكامل بطلاء للجسم، عبر شاشة عرض بطول 50 م لخلق وهم إلهة تمشي عبر الهواء والماء. كما غنت أيضاً مع أطفال من مدارس ضعاف السمع، باستخدام لغة الإشارة للتعبير عن رسالة «القوة داخلي»، كما قال لاي.
جرى دعوة عازفة الإيقاع الصماء الشهيرة عالمياً إيفلين جليني لتقديم عروض في حفل الافتتاح، بالإضافة إلى مجموعة الطبول المحلية مسرح-يو، وأكثر من 80 طفلاً من مدارس ضعاف السمع في مدينتي تايبيه وتايتشونغ، وفقاً لما ذكره لاي.
لم يحضر فريق جمهورية الصين الشعبية حفل الافتتاح. ولم يذكر أي من الجانبين السبب رسمياً، على الرغم من أن معظم مواقع الأخبار تنسب الأمر إلى زيارة الدالاي لاما الأخيرة إلى تايوان. لم تحضر جمهورية الصين الشعبية سابقاً حفل افتتاح الألعاب العالمية التي أقيمت في كاوهسيونغ في وقت سابق من العام. ومع ذلك، أرسلت الصين 63 راقصاً من ضعاف السمع من البر الرئيسي للصين لتقديم عرض «الألف يد لبوداسف» في الحفل.

## حفل الختام
هيمنت مأدبة عشاء، في خطوة إبداعية قُدِّم فيها 12 طبقاً تايوانياً تقليدياً على 350 طاولة، على حفل ختام الحدث الذي استمر 11 يوماً في تايبيه. كما كانت المسيرات والألعاب النارية والعروض الفنية التي تُرى عادةً في مثل هذه الأحداث حاضرة أيضاً، ولكنها لعبت دوراً ثانوياً. وتضمنت قائمة العشاء الفول السوداني من مقاطعة يونلين، ومعكرونة اللحم البقري، وكعك الأناناس، وشاي هايلاند، والثلج المبشور بالمانجو، مصحوباً بشاي الحليب اللؤلؤي ومشروبات الفاكهة المرتكزة على الخل. وقد شوهدت بعض الأطعمة في حفل الافتتاح في الخامس من سبتمبر في نسخة بلاستيكية وقماشية خلال عرض يمثل أفضل ما في المطبخ والثقافة التايوانية. وبينما كان الرياضيون يتناولون الأطعمة الشهية المحلية، تمكن 14,000 من أفراد الجمهور من استبدال تذاكرهم بأطعمة بقيمة 200 دولار تايواني جديد للشخص الواحد.
وتضمنت العروض أوبرا تايوانية من فرقة مينغ هوا يوان الشهيرة ورقصات الأسد والطبول وثلاث أغانٍ، بما في ذلك أغنية ختام دورة الألعاب الأوليمبية للصم 2009، قدمها آرون قو، نجم البوب من هونغ كونغ. والذي قال بشغف: «لقد شهدت حفل ختام ناجح الليلة. وكما قلت أثناء العرض، فإن دورة الألعاب الأولمبية للصم تلامس قلوبنا وقد لمست تايبيه العالم». كما عُرض فيلم يصور أبرز الأحداث الرياضية في دورة الألعاب الأولمبية للصم الصيفية 2009.
وفي النهاية، جرى تسليم العلم إلى العاصمة اليونانية أثينا، المضيفة لدورة الألعاب الأولمبية الصيفية للصم 2013 المقرر إقامتها في 2013. كما صُنفت دورة الألعاب الأولمبية الرابعة للصم في منطقة آسيا والمحيط الهادئ في التاريخ باعتبارها الأفضل على الإطلاق بالنسبة لتايبيه الصينية المضيفة، والتي فازت بنحو 11 ميدالية ذهبية و11 فضية و11 برونزية. احتلت البلاد المركز الخامس من حيث عدد الميداليات التي فازت بها، حيث جاءت روسيا في المركز الأول بعدد 29 ميدالية ذهبية و40 فضية و28 برونزية. وجاءت أوكرانيا في المركز الثاني وكوريا الجنوبية في المركز الثالث والصين في المركز الرابع.
وكان أقوى أداء لتايبيه الصينية في البولينج وكرة الطاولة والتايكوندو، وهو فن قتالي كوري حقق النجاح أيضاً لرياضيي تايبيه في الألعاب الأولمبية. وحصلت لاعبة واحدة فقط من تايبيه، وهي تشانغ ياو تشين، على أربع ميداليات ذهبية في البولينج للسيدات. ومع ذلك، كانت البلاد بعيدة بفارق ضئيل عن هدفها الذي حددته لنفسها وهو 12 ميدالية ذهبية، وهو ما أرجعه المسؤولون إلى محدودية مصادر المواهب المتاحة.
على الجانب السياسي من الحدث الرياضي، أعلنت جمهورية الصين الشعبية في وقت سابق أنها ستكون حاضرة في حفل الختام، بعد أن فاتها حفل الافتتاح، والذي يُعتقد على نطاق واسع أنه خُطط له بهذه الطريقة لتجنب حضور الرئيس ما يينغ جيو. صرح نائب رئيس الفريق تشاو سو جينغ للصحافيين بأن المشاركين الصينيين البالغ عددهم 78 كان عليهم الحضور إلى بكين من جميع أنحاء الصين أولاً، وأن المشاكل المتعلقة بتذاكر الطيران تسببت في تفويت رحلاتهم السابقة إلى تايبيه. ومع ذلك، كان من المقرر أن يحضر أكثر من عشرة رياضيين إلى تايوان للمشاركة في حفل الختام. فازت جمهورية الصين الشعبية بعدد 12 ميدالية ذهبية و9 فضية و17 برونزية، أو ضعف ما حصلت عليه في دورة الألعاب الأولمبية للصم في ملبورن قبل أربع سنوات. وأشادت رئيسة اللجنة الدولية لرياضة الصم دونالدا أمونز بالمنظمة واستخدمت لغة الإشارة لتقول «كانت دورة الألعاب الأوليمبية للصم في تايبيه الأفضل على الإطلاق».
وقد تسلمت مفاتيح تايبيه والمواطنة الفخرية للمدينة من يدي عمدة تايبيه هاو لونغ بين. كما منح أوسمة مماثلة لمسؤولين آخرين في اللجنة الدولية لرياضة الصم، بما في ذلك العضو التنفيذي وقائد فريق الصين يانغ يانغ، أول مواطن صيني على الإطلاق يحصل على المواطنة الفخرية في تايبيه.
عموماً، اعتبر معظم الناس الحفل ناجحاً. كان الانتهاك الوحيد غير المرغوب فيه في النهاية المثالية هو «ترحيل رياضي إسباني بتهمة التحرش الجنسي بمتطوعة.»

## جدول الميداليات
*   البلد المضيف ( تايبيه الصينية)
| المرتبة | اللجنة البارالمبية الوطنية | ذهبية | فضية | برونزية | المجموع |
| ------- | -------------------------- | ----- | ---- | ------- | ------- |
| 1       | روسيا (RUS)                | 29    | 41   | 29      | 99      |
| 2       | أوكرانيا (UKR)             | 20    | 22   | 25      | 67      |
| 3       | كوريا الجنوبية (KOR)       | 14    | 13   | 7       | 34      |
| 4       | الصين (CHN)                | 12    | 9    | 17      | 38      |
| 5       | تايبيه الصينية (TPE)*      | 11    | 11   | 12      | 34      |
| 6       | بيلاروس (BLR)              | 10    | 6    | 7       | 23      |
| 7       | الولايات المتحدة (USA)     | 10    | 5    | 7       | 22      |
| 8       | جنوب إفريقيا (RSA)         | 8     | 2    | 2       | 12      |
| 9       | اليابان (JPN)              | 5     | 6    | 9       | 20      |
| 10      | السويد (SWE)               | 5     | 2    | 3       | 10      |
| 11      | تركيا (TUR)                | 4     | 6    | 8       | 18      |
| 12      | إيطاليا (ITA)              | 4     | 5    | 5       | 14      |
| 13      | فرنسا (FRA)                | 4     | 2    | 6       | 12      |
| 14      | إستونيا (EST)              | 4     | 2    | 2       | 8       |
| 15      | كينيا (KEN)                | 4     | 2    | 1       | 7       |
| 16      | ألمانيا (GER)              | 3     | 8    | 12      | 23      |
| 17      | إيران (IRI)                | 3     | 5    | 5       | 13      |
| 18      | أستراليا (AUS)             | 3     | 2    | 1       | 6       |
| 19      | فنزويلا (VEN)              | 3     | 1    | 2       | 6       |
| 20      | ليتوانيا (LTU)             | 2     | 4    | 7       | 13      |
| 21      | لاتفيا (LAT)               | 2     | 3    | 0       | 5       |
| 22      | المجر (HUN)                | 2     | 0    | 3       | 5       |
| 23      | البرتغال (POR)             | 2     | 0    | 2       | 4       |
| 23      | كوبا (CUB)                 | 2     | 0    | 2       | 4       |
| 25      | النرويج (NOR)              | 2     | 0    | 0       | 2       |
| 26      | بريطانيا العظمى (GBR)      | 1     | 4    | 5       | 10      |
| 27      | بولندا (POL)               | 1     | 2    | 1       | 4       |
| 28      | بلغاريا (BUL)              | 1     | 1    | 3       | 5       |
| 29      | منغوليا (MGL)              | 1     | 0    | 3       | 4       |
| 30      | سويسرا (SUI)               | 1     | 0    | 2       | 3       |
| 31      | بورتوريكو (PUR)            | 1     | 0    | 1       | 2       |
| 31      | نيوزيلندا (NZL)            | 1     | 0    | 1       | 2       |
| 33      | فنلندا (FIN)               | 1     | 0    | 0       | 1       |
| 33      | كرواتيا (CRO)              | 1     | 0    | 0       | 1       |
| 33      | هولندا (NED)               | 1     | 0    | 0       | 1       |
| 36      | اليونان (GRE)              | 0     | 2    | 3       | 5       |
| 37      | كندا (CAN)                 | 0     | 2    | 0       | 2       |
| 37      | نيجيريا (NGR)              | 0     | 2    | 0       | 2       |
| 39      | جزيرة أيرلندا (IRL)        | 0     | 1    | 1       | 2       |
| 39      | صربيا (SRB)                | 0     | 1    | 1       | 2       |
| 39      | ماليزيا (MAS)              | 0     | 1    | 1       | 2       |
| 42      | إسبانيا (ESP)              | 0     | 1    | 0       | 1       |
| 42      | جمهورية التشيك (CZE)       | 0     | 1    | 0       | 1       |
| 42      | سلوفاكيا (SVK)             | 0     | 1    | 0       | 1       |
| 45      | الأرجنتين (ARG)            | 0     | 0    | 2       | 2       |
| 45      | النمسا (AUT)               | 0     | 0    | 2       | 2       |
| 47      | أوزبكستان (UZB)            | 0     | 0    | 1       | 1       |
| 47      | البرازيل (BRA)             | 0     | 0    | 1       | 1       |
| 47      | الدنمارك (DEN)             | 0     | 0    | 1       | 1       |
| 47      | السعودية (KSA)             | 0     | 0    | 1       | 1       |
| 47      | المكسيك (MEX)              | 0     | 0    | 1       | 1       |
| 47      | الهند (IND)                | 0     | 0    | 1       | 1       |
| 47      | قيرغيزستان (KGZ)           | 0     | 0    | 1       | 1       |
| 47      | كازاخستان (KAZ)            | 0     | 0    | 1       | 1       |
| 47      | هونغ كونغ (HKG)            | 0     | 0    | 1       | 1       |
| المجموع | المجموع                    | 178   | 176  | 209     | 563     |

## جدول المنافسات
يمثل كل مربع أزرق مسابقة حدثية. تمثل المربعات الصفراء الأيام التي تقام فيها نهائيات منح الميداليات لرياضة ما. يمثل الرقم الموجود في كل مربع أصفر عدد النهائيات التي تقام في ذلك اليوم وذلك في الجدول بالأسفل لدورة الألعاب الأوليمبية الصيفية للصم 2009.*
| ● | حفل الافتتاح |  | مسابقات الحدث |  | النهائيات | ● | حفل الختام |

| سبتمبر 2009              | 4 | 5 | 6 | 7 | 8 | 9 | 10 | 11 | 12 | 13 | 14 | 15 | ميدالية ذهبية |
| ------------------------ | - | - | - | - | - | - | -- | -- | -- | -- | -- | -- | ------------- |
| حفل الافتتاح             |   | ● |   |   |   |   |    |    |    |    |    |    |               |
| حفل الختام               |   |   |   |   |   |   |    |    |    |    |    | ●  |               |
| ألعاب القوى              |   |   |   | 2 | 9 | 7 |    | 5  | 9  | 9  | 4  |    | 43            |
| كرة الريشة               |   |   |   |   | 1 |   |    |    |    |    | 5  |    | 6             |
| كرة السلة                |   |   |   |   |   |   |    |    |    |    | 2  |    | 2             |
| كرة الطائرة الشاطئية     |   |   |   |   |   |   |    |    |    |    | 2  |    | 2             |
| البولينج                 |   |   |   |   | 2 | 2 |    | 4  |    |    | 2  |    | 10            |
| سبقاق الدراجات على الطرق |   |   | 1 |   | 1 |   | 1  |    | 1  |    |    |    | 4             |
| كرة القدم                |   |   |   |   |   |   |    |    |    |    | 1  | 1  | 2             |
| كرة اليد                 |   |   |   |   |   |   |    |    | 1  |    |    |    | 1             |
| الجودو                   |   |   |   |   | 4 | 4 | 2  |    |    |    |    |    | 10            |
| الكاراتيه                |   |   |   | 2 | 3 |   |    |    |    |    |    |    | 5             |
| السباق الموجه            |   |   |   |   | 2 | 2 |    | 2  |    | 2  |    |    | 8             |
| الرماية                  |   |   | 1 | 1 | 1 | 1 | 1  | 2  | 1  | 1  | 1  |    | 10            |
| السباحة                  |   |   |   | 6 | 6 | 7 |    | 7  | 5  | 7  |    |    | 38            |
| كرة الطاولة              |   |   |   |   |   | 2 |    | 1  | 2  |    | 2  |    | 7             |
| التايكوندو               |   |   | 2 | 2 | 2 | 1 |    |    |    |    |    |    | 7             |
| التنس                    |   |   |   |   |   |   |    | 1  | 2  | 2  |    |    | 5             |
| كرة الطائرة              |   |   |   |   |   |   |    |    |    | 2  |    |    | 2             |
| كرة الماء                |   |   |   |   |   |   |    |    |    | 1  |    |    | 1             |
| المصارعة                 |   |   |   | 4 | 3 |   | 4  | 3  |    |    |    |    | 14            |
| المجموع                  |   |   |   |   |   |   |    |    |    |    |    |    | 177           |

## وصلات خارجية
- The 21st Summer Deaflympics
- International Committee of Sports for the Deaf

| سبقه ملبورن 2005 | الألعاب الأولمبية الصيفية للصم تايبيه النسخة الحادية والعشرون من ديفلمبياد الصيف (2009) | تبعه صوفيا 2005 |